# Хаммонд, Уильям
Уильям Александр Хаммонд (англ. William Alexander Hammond; 28 августа 1828, Аннаполис (Мэриленд) — 5 января 1900, Вашингтон) — американский военный медик, невролог. Генерал армии Союза. Первый американский врач, полностью посвятивший себя неврологии, автор первого американского учебника по неврологии , один из основателей Американской неврологической ассоциации, возглавлявший её в 1882 году.

## Биография
Хаммонд родился в Аннаполисе и был вторым сыном медика Джона Уэсли Хаммонда и Сары Пинкни. Он вырос в пенсильванском Харрисберге, где обучался у частных учителей. С 1844 года он брал уроки медицына в Нью-Йорке у Уильяма ван Бюрена, затем обучался в Школе медицины Нью-Йоркского университета с 1847 по 1848 год. На момент выпуска ему было 20 лет, хотя предполагалось, что выпускники должны иметь возраст минимум 21 год. В то же время он подал заявление на должность военного медика в армии США и 3 июля 1849 года был принят на эту должность. Уже на следующий день он женился на Элен Нисбет, дочери пенсильванского адвоката.
В течение 15 лет служил военным врачом в армии США. Участвовал в войнах сиу. С 1860 года заведовал кафедрой в медицинском университете штата Мэриленд.
После начала Гражданской войны, вернулся в армию и в 1862 году был назначен Генеральным хирургом северян (1862—1864), став самым молодым на тот момент Генеральным хирургом в истории США. В 1864 году осужден трибуналом за злоупотребления, уволен из армии, безуспешно протестовал, после увольнения занял в университете Нью-Йорка кафедру нервных болезней и психиатрии. Затем работал в Вермонтском университете.
В 1878 году Конгресс возобновил слушания по делу Хаммонда, и в 1879 году был восстановлен в звании и в праве носить мундир, без права получения пенсии.
Похоронен на Арлингтонском национальном кладбище.

## Научная деятельность
Хаммонд первым в 1870 году наблюдал и описал нервную болезнь атетоз. Первым проводил опыты по применению лития при лечении маниакального синдрома.
Свои наблюдения описал в книге «The medical and surgical history of the rebellion». В 1871 году опубликовал свой известный «Трактат о болезнях нервной системы» (Treatise on diseases of the nervous system).

## Избранные труды Хаммонда
- «The physiological effects of alcohol and tobacco upon the human system» (1856),
- «Lectures on venereal diseases» (1864),
- «Clinical lectures on diseases of the nervous system» (1874),
- «Insanity of its relations to crime» (1875),
- «Spiritualism and allied causes and conditions of nervous dangerement» (1876) и др.
- «A treatise on insanity in its medical relations» (1883)
- «Sexual impotence in the male and female» (1887)